# Exeter Book

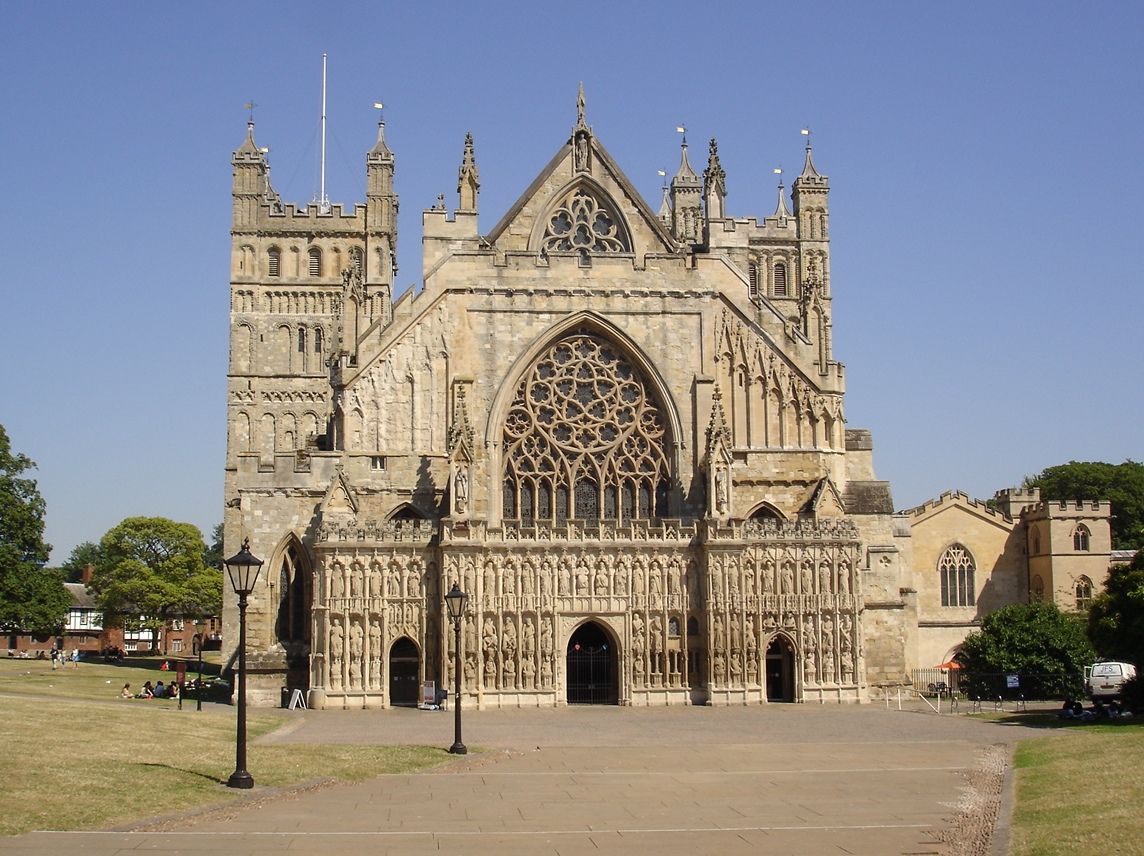
Das Exeter Book wird in der St. Peter-Kathedrale in Exeter aufbewahrt.

Das Exeter Book, auch bekannt als Codex Exoniensis, ist ein Buch (oder Kodex) aus dem 10. Jahrhundert, mit Werken altenglischer Dichtung. Es ist ein Geschenk Leofrics (1050–1072), des ersten Bischofs von Exeter. Es befindet sich seither im Bestand der Kapitularbibliothek der Kathedrale von Exeter und trägt heute die Signatur MS 3501. Im Original umfasste es wahrscheinlich 131 Blätter, von denen die ersten acht verloren sind und durch andere Seiten ersetzt wurden.
Das Exeter Book ist die größte heute noch existierende Sammlung altenglischer Literatur, und eines von vier Büchern, die praktisch die ganze erhaltene altenglische Dichtung enthalten. Es umfasst einige Kurzgedichte, die zu den wichtigsten Werken altenglischer Literatur gehören, eine Reihe von religiösen Themen sowie eine Anzahl von Rätseln, zum Teil mit erotischen Andeutungen.

## Geschichte
Obwohl das genaue Datum der Niederschrift des Exeter Book unbekannt ist, kann man es als eines der wichtigen Produkte des von den Benediktinern eingeleiteten Aufschwungs der Literatur beschreiben. Mögliche Daten der Niederschrift reichen von 960 bis 990 n. Chr. In diesem Zeitraum fand ein Aufstieg der Aktivität und Produktivität der Klöster unter dem neuen Einfluss benediktinischer Prinzipien statt.
Zu Beginn dieser Ära wurde Dunstan von Canterbury für die Kirche und das Königreich Englands bedeutend, was seinen Höhepunkt in dessen Berufung zum Erzbischof von Canterbury unter König Edgar fand, und zur Durchsetzung der Reform der Klöster führte, für die dieser Zeitraum bekannt ist.
Am Ende dieses Zeitalters war Dunstan im Jahre 988 n. Chr. gestorben, und England unter Æthelred sah sich den immer entschlossener werdenden Angriffen skandinavischer Invasoren gegenüber.
Die Geschichte des Exeter Book kann man ab 1050 n. Chr. verfolgen, nachdem Leofric Bischof von Exeter geworden war. Unter den Schätzen, die er dem damals verarmten Kloster den Aufzeichnungen nach schenkte, ist ein „mycel englisc boc be gehwilcum þingum on leoðwisan geworht“ (d. h. „ein großes englisches Buch mit poetischen Werken“). In der Geschichtsschreibung geht man allgemein davon aus, dass hier in der Tat vom Exeter Book in seiner bis heute überlieferten Form die Rede ist.

## Inhalt
Unter den berühmten Gedichten im Exeter Book befinden sich:
- The Wanderer
- The Seafarer
- Widsith
- Wulf and Eadwacer
- The Wife’s Lament
- The Ruin
- Deor

## Textprobe
Rätsel 44:
Wrætlic hongað         bi weres þeo,
frean under sceate.         Foran is þyrel.
Bið stiþ ond heard,         stede hafað godne;
þonne se esne         his agen hrægl
ofer cneo hefeð,         wile þæt cuþe hol
mid his hangellan         heafde gretan
þæt he efenlang ær         oft gefylde.
Übersetzung:
Etwas seltsames hängt am Oberschenkel eines Mannes
unter seinem Mantel. Es hat vorne ein Loch.
Es ist steif und hart und steht gut;
Hebt ein Mann seinen Mantel über sein Knie,
dann will er sein hängendes Ding in das passende Loch stecken,
das ebenso lang ist und das er schon oft gefüllt hat.
Lösung: lessülhcS